# Almirante Sur
Almirante Sur (dallo spagnolo "Ammiraglio Sud") è una circoscrizione di Vega Baja, Porto Rico. Confina a nord con Almirante Norte, a sud con Morovis, a est con Vega Alta e a ovest con Manatí. Nel 2010 aveva una popolazione di 3115 abitanti. È noto per essere la città natale di Bad Bunny.

## Geografia

### Clima
Nella zona domina il clima della savana. La temperatura media è di 23 °C. Il mese più caldo è maggio, con 24 °C, e il più freddo è gennaio, con 20 °C. La piovosità media è di 1.329 millimetri all'anno. Il mese più piovoso è luglio, con 187 millimetri di pioggia, e il più secco è gennaio, con 32 millimetri.
| Dati meteo          | Mesi | Mesi | Mesi | Mesi | Mesi | Mesi | Mesi | Mesi | Mesi | Mesi | Mesi | Mesi | Anno  |
| Dati meteo          | Gen  | Feb  | Mar  | Apr  | Mag  | Giu  | Lug  | Ago  | Set  | Ott  | Nov  | Dic  | Anno  |
| ------------------- | ---- | ---- | ---- | ---- | ---- | ---- | ---- | ---- | ---- | ---- | ---- | ---- | ----- |
| T. max. media (°C)  | 23   | 24   | 26   | 26   | 27   | 26   | 26   | 26   | 26   | 26   | 24   | 24   | 25,3  |
| T. min. media (°C)  | 18   | 18   | 19   | 19   | 20   | 20   | 21   | 22   | 21   | 21   | 19   | 19   | 19,8  |
| Precipitazioni (mm) | 32   | 38   | 58   | 70   | 152  | 68   | 187  | 170  | 168  | 121  | 167  | 98   | 1 329 |

## Demografia

### Gruppi etnici
Dei 3.115 abitanti, Almirante Sur era composto per l'81,22% da bianchi, il 7,93% da afroamericani, lo 0,64% da amerindi, lo 0,03% da asiatici, l'8,54% da altre razze e l'1,64% apparteneva a due o più razze. Della popolazione totale, il 99,42% era ispanico o latino di qualsiasi razza.